# Пирій
Пирі́й, колосник (Elytrígia) — рід родини тонконогових, включає близько 100 видів багаторічних трав'янистих рослин.
Представники роду походять з помірних областей Євразії та північно-західних районів Північної Америки.

## Ботанічний опис
Кореневище горизонтальне, шнуроподібне. Стебла прямостоячі, заввишки іноді до 180 см.
Листки сидячі, чергові, плоскі, лінійні, голі.
Колоски сидячі, біля основи колоскових лусочок є вм'ятини, за якими ці луски при плоді обламуються. Квітки дрібні, блідо-зелені.
Плід — лінійнодовгаста зернівка, дозріває у вересні.

## Господарське значення та застосування

### У селекції
Шляхом штучного схрещування м'якої пшениці (Triticum aestivum) з пирієм сизим (Agropirum glaucum) та пирієм довгастим (Agropirum elongatum) можна отримати гібриди, щоб поєднати в одній рослині властивості пшениці (велике високоякісне зерно) й пирію (висока стійкість проти морозів, посухи, хвороб; великий багатоквітковий колос і значний вміст білка в зерні). У першому поколінні гібриди багаторічні або стерильні рослини. Повторне запилення провадять пилком пшениці (для одержання однорічних рослин пшеничного типу) або пилком пирію (для одержання багаторічних форм). Роботи зі схрещування проводилися під керівництвом академіка М. В. Цицина. Було створено нові види й різновидності пшениці: багаторічну пшеницю, що дає 2—З урожаї без пересівання, стійку проти морозів та хвороб, і зерно-кормові гібриди, що мають властивість відростати після збирання зерна і давати ще й урожай зеленої маси.

### У медицині
Пирій — злісний бур'ян у посівах і посадках культурних рослин.
Використовується у медицині як лікарська рослина. У кореневищах містяться крохмаль, аскорбінова кислота, каротин, слиз, а також маловивчені глікозиди. Як ліки використовують кореневище, яке треба збирати або ранньою весною, або пізно восени. Має обволікаючу, сечогінну, кровоспинну, відхаркувальну та потогінну дію.

## Види
Рід нараховує до 100 видів
| - Elytrigia alatavica - Elytrigia atherica - Elytrigia bessarabica - Elytrigia caespitosa - Elytrigia campestris - Elytrigia curvifolia - Elytrigia disticha - Elytrigia elongata - Elytrigia gmelinii - Elytrigia intermedia | - Elytrigia juncea - Elytrigia lolioides - Elytrigia pontica - Elytrigia pungens - Elytrigia pycnantha - Elytrigia rechingeri - Elytrigia repens — Пирій повзучий - Elytrigia stipifolia — Пирій ковилолистий - Elytrigia trichophora - Elytrigia varnensis |

## Систематика
Близьким до роду Elytrigia (пирій) є рід Elymus (пирійник). Деякі автори об'єднують ці два рода. У «Словнику українських наукових і народних назв судинних рослин» Юрія Кобіва назва Elytrigia є синонімом роду Elymus (пирій). Також у цьому словнику пирій є однією з назв роду Agropyron Gaertner (житняк). Однак, на думку інших авторів, між таксонами Elytrigia і Elymus більше відмінностей ніж між таксонами Elytrigia і Agropyron, які є окремими родами у авторів, які об'єднують перші два роди в один. У своїй монографії «Злаки України» (1977) Юрій Прокудін для флори України подає лише три роди з триби Triticeae: Agropyron, Elytrigia та Leymus, інші зведені до синонімів. За останнім зведенням судинних рослин України, триба Triticeae у флорі України представлена 5 родами і 36 видами:
- Agropyron — дев'ять видів,
- Elymus — чотири види,
- Leymus — чотири види,
- Elytrigia — 18 видів,
- Psathyrostachys[en] — 1 вид.

Наразі всі перераховані роди більшістю науковців визнані самостійними, вони повністю різняться не лише за своїми анотомо-морфологічними особливостями та екологією, а й за походженням, хоча деякі види відносять то до одного, то до іншого роду.